# Преца
Прѐца (на италиански: Prezza) е село и община в Южна Италия, провинция Акуила, регион Абруцо. Разположено е на 480 m надморска височина. Населението на общината е 1053 души (към 2010 г.).